# العدن (الدعيس)

تعديل مصدري - تعديل

العدن محلة تابعة لقرية منزل حميد، التابعة لعزلة الدعيس بمديرية بعدان إحدى مديريات محافظة إب في الجمهورية اليمنية، بلغ تعداد سكانها 46 حسب تعداد اليمن لعام 2004.